# Frithjof Olsen
Frithjof Olsen (Drammen, 1883. november 30. – Oslo, 1922. február 22.) norvég olimpiai bajnok, ezüstérmes és bronzérmes tornász.
Az 1906. évi nyári olimpiai játékokon indult tornában és összetett csapatversenyben aranyérmes lett.
Az 1908. évi nyári olimpiai játékokon tornában összetett csapatversenyben ezüstérmes lett és egyéni összetettben helyezés nélkül zárt.
Az 1912. évi nyári olimpiai játékokon tornában svéd rendszerű összetett csapatversenyben bronzérmes.
Klubcsapata a Drammens Turnforening volt.